# Selfies da macaca

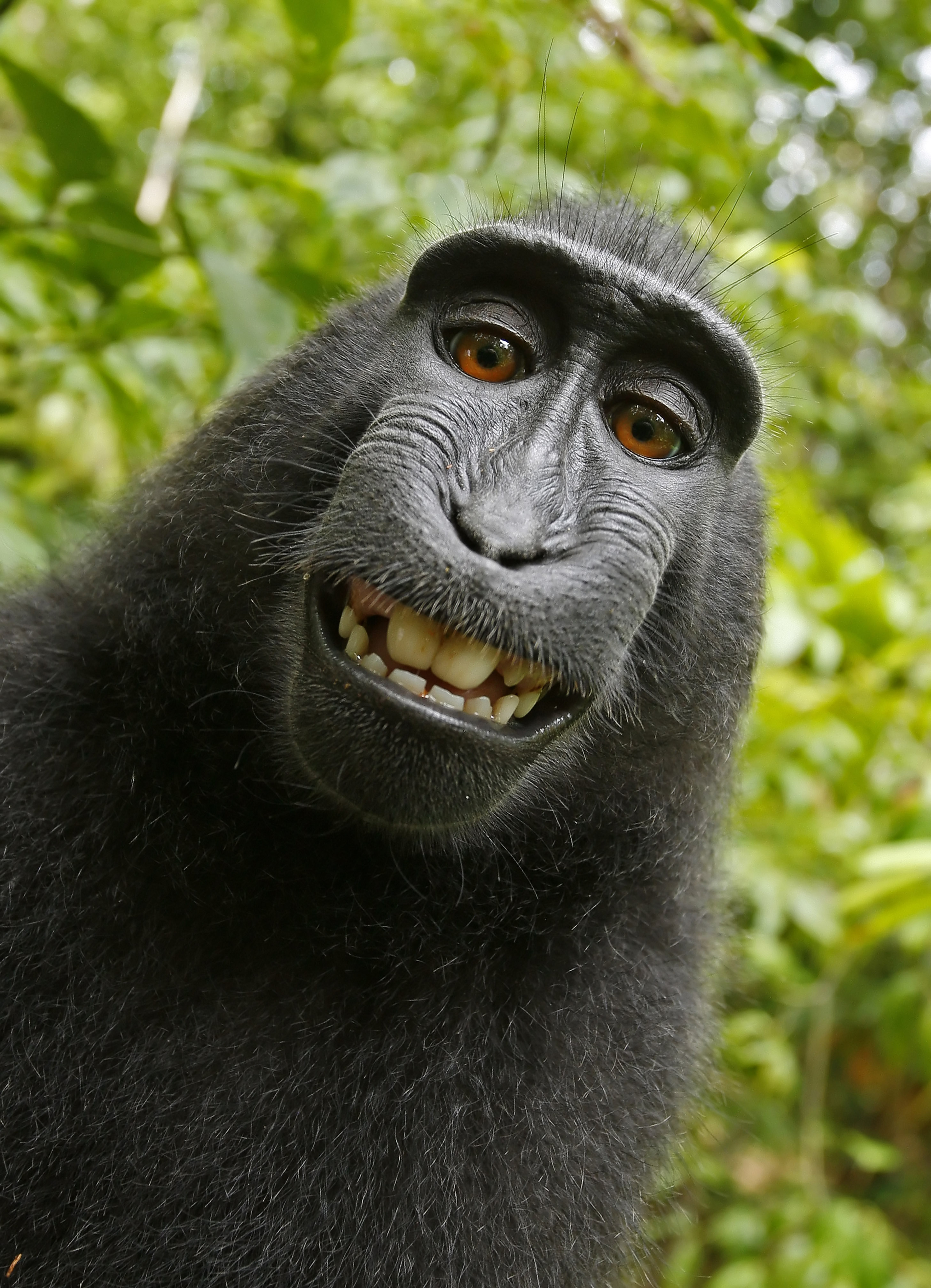
Uma dos autorretratos disputados, tirados pela macaca

As selfies da macaca são uma série de autorretratos tiradas por uma macaca da espécie Macaca nigra usando o equipamento do fotógrafo natural britânico David Slater. O hospedamento de tais fotos no Wikimedia Commons foi o estopim para uma disputa e um mais amplo debate sobre a posse de diretos de autor em obras feitas por animais não humanos.
A reivindicação de direitos autorais de Slater foi disputada por acadêmicos e várias organizações. Em dezembro de 2014, o Gabinete de Direitos Autorais dos Estados Unidos declarou que obras criadas por não humanos não estão sujeitas ao direito autoral americano. Posteriormente, em 2016, um juiz de São Francisco decretou que o macaco não pode ser configurado como dono dos direitos de autor das imagens. Ainda assim, até janeiro de 2016, Slater continua reivindicando direitos autorais sobre as imagens.

## Contexto
O fotógrafo de natureza galês David Slater viajou em 2011 para a Indonésia, onde planejava fotografar macacos da espécie Macaca nigra. Durante a tomada, Slater armou a câmera sobre um tripé e intencionalmente deixou o disparador remoto da câmera acessível aos macacos. Uma macaca fêmea apertou o botão e tirou várias fotos, a maioria das quais era inutilizável, contudo, algumas eram claras. Slater então distribuiu as fotos como "selfies de um macaco", licenciando-as para a agência de notícias Caters sob a presunção de que ele era o detentor dos direitos autorais.

## Questões de direito autoral
A reivindicação de Slater dos direitos autorais foi questionada pelo blog Techdirt, que argumentou que a foto estava em domínio público, já que o verdadeiro autor da foto não era um pessoa jurídica. A agência de notícias Caters emitiu então uma solicitação de remoção da foto do blog, pois essa estava sendo usada sem permissão. As fotografias também foram carregadas no Wikimedia Commons, um repositório de mídia que só aceita imagens sob licenças de conteúdo livre ou em domínio público. Slater então pediu que a Fundação Wikimedia ou removesse as imagens ou lhe pagasse os seus devidos royalties, como detentor dos direitos. A fundação recusou, determinando que ninguém possuía os direitos.
Em entrevista com a BBC Slater contou que o carregamento das fotos no Commons lhe prejudicou financeiramente, dado que ele usava a renda de suas fotografias para ganhar a vida. "Eu ganhei £ 2 000 [pela foto] no primeiro ano depois que ela foi tirada. Depois que ela foi parar na Wikipédia todo o interesse em comprá-la sumiu. É difícil estimar um número, mas acredito que eu tenha perdido £ 10 000 ou mais. Está acabando com o meu negócio".
Em 22 de dezembro de 2014 o Gabiente de Direitos de Autor dos Estados Unidos clarificou sua posição na questão, ao explicitamente declarar que obras criadas por não humanos não estão sujeitas a direitos do autor, chegando a citar como exemplo "uma fotografia feita por um macaco".
Em 2015 a organização Pessoas pelo Tratamento Ético dos Animais (PETA) entrou com um processo na Corte Federal do distrito do norte da Califórnia para solicitar que direitos autorais fossem atribuídos ao macaco, sendo que a PETA administraria as receitas das fotos em nome e em benefício dele e outros macacos da espécie na reserva de Sulawesi. Em novembro, o advogado da Blurb, uma empresa ré no caso, constatou no entanto que, além das questões de direitos autorais por um não humano, a PETA estava processando em nome do macaco errado. A ação nomeava um Macaca nigra macho de seis anos de idade chamado Naruto, enquanto Slater havia descrito uma fêmea. Durante a audiência em janeiro de 2016, o juiz distrital William Orrick declarou que os direitos de autor não se estendiam a animais. Orrick rejeitou o caso em 28 de janeiro.